# کاستلوچیو والماجیوره
کاستلوچیو والماجیوره (به ایتالیایی: Castelluccio Valmaggiore) یک کومونه در ایتالیا است که در استان فوجا واقع شده‌است.

## خصوصیات
کاستلوچیو والماجیوره ۲۶٫۶۶ کیلومترمربع مساحت و ۱٬۴۴۷ نفر جمعیت دارد و ۶۳۰ متر بالاتر از سطح دریا واقع شده‌است.